# Озол-Берне, Арвид
Арвид Озол-Берне (латыш. Arvīds Ozols-Bernē, 25 июня 1888, Рига — неизвестно) — российский легкоатлет, выступавший в толкании ядра, метании диска и беге на короткие дистанции. Участник летних Олимпийских игр 1912 года.

## Биография
Арвид Озол-Берне (в журнале «Лёгкая атлетика» указан как Берне) родился 25 июня 1888 года в Риге.
Выступал в легкоатлетических соревнованиях за «Унион» из Риги. В 1910 году стал чемпионом России в метании диска (31,05 метра) и серебряным призёром в толкании ядра (11,13). В 1911 году вновь занял 2-е место в толкании ядра (10,84).
В 1912 году вошёл в состав сборной России на летних Олимпийских играх в Стокгольме. В квалификации толкания ядра занял предпоследнее, 21-е место, показав результат 10,33 метра и уступив 5,01 метра завоевавшему золото Пэту Макдональду из США. Также был заявлен в метании диска, но не вышел на старт.
О дальнейшей жизни данных нет.

## Личные рекорды
- Бег на 100 метров — 12,0 (1907)[4]
- Толкание ядра — 11,515 (1910)[3]
- Метание диска — 35,03 (1911)[4]

## Семья
- Отец — Екаб Озол[7].
- Мать — Паулина Озол (в девичестве Фреймане)[7].